# 帕默·J·霍登
帕默·J·霍登（Palmer J. Holden）是一名美国养猪技术专家，主要研究领域为猪营养和管理。他从1972起所领导的《爱荷华州立大学生命周期猪营养》（Iowa State University LIFE CYCLE SWINE NUTRITION）具有较大的国际影响，被认为是爱荷华州作为国际猪营养信息中心的重要因素之一。

## 履历
作为一名北达科他州人，1965年，霍登从北达科塔州立大学获得了学士学位。1967年，霍登在爱荷华州立大学取得硕士学位并于1970年取得了哲学博士学位。越南战争中，霍登在美军担任农业顾问。1972年5月1日，霍登开始在爱荷华州立大学担任动物科学及猪推广专业助教。
2000年，霍登获得到美国动物科学学会（ASAS）推广奖并被评为特别会员。
2002年10月25日，霍登从爱荷华州立大学退休。

## 贡献
霍登从1972起所领导的《爱荷华州立大学生命周期猪营养》（Iowa State University LIFE CYCLE SWINE NUTRITION）被认为是爱荷华州作为国际猪营养信息中心的重要因素之一，后来还翻译成西班牙文、中文、俄文及日文四种语言。这本手册的公制版本成了爱荷华州养猪业中心网站下载最多的文件之一。
1983年，霍登在启动了爱荷华州养猪会议的“咨询专家（Ask the Specialist）”讲台，带动了超过50名教师和推广人员志愿来帮助养殖人员。
1998年，霍登主持的一场国际卫星会议联络了美国、加拿大及巴西的26个地点，并发布NRC猪营养需求。
2003年，霍登和M. E. 恩斯明格合作出版了《养猪学》（第7版）（Swine Science, Seventh Edition）。
霍登在13个国家进行个演讲或担任顾问工作。他还曾经为大英百科全书撰写了两个条目。霍登同时也指导出版一个年度报告《爱荷华州立大学养猪研究报告》。